# Governo da Finlândia
O Governo da Finlândia (em finlandês:  valtioneuvosto; em sueco:  statsrådet) é o órgão executivo das decisões políticas do Parlamento da Finlândia (em finlandês:  Suomen eduskunta; em sueco:  Finlands riksdag), com a missão de conduzir a política geral do país e dirigir a administração pública.

A governação do país é partilhada entre o Presidente e o Governo.
O Primeiro-ministro é eleito pelo Parlamento e nomeado pelo Presidente. Os outros ministros são nomeados pelo Presidente por proposta do Primeiro-ministro.